# SM U-30 (1913)
SM U-30 – niemiecki okręt podwodny typu U-27 zbudowany w  Kaiserliche Werft Gdańsk, Gdańsk w latach 1912-1914. Wodowany 15 listopada 1913 roku, wszedł do służby w Cesarskiej Marynarce Wojennej 26 sierpnia 1914 roku, a jego dowódcą został kapitan Erich von Rosenberg-Grusczyski. U-30 w czasie sześciu patroli zatopił 27 statków nieprzyjaciela o łącznej wyporności 48 060 GRT oraz jeden uszkodził. Od początku wojny do listopada 1917 roku służył w IV Flotylli, następnie został przeniesiony do Flotylli Treningowej. 
Pierwszym zatopionym statkiem przez U-30 był brytyjski parowiec "Cambank" o wyporności 3 112 GRT(20 lutego 1915). Statek płynął z ładunkiem rudy miedzi z Huelvy do Garston. Został storpedowany i zatonął około 10 mil na wschód od latarni morskiej Lynas Point  na północnym krańcu Anglesey. Tego samego dnia U-30 zajął i zatopił jeszcze jedne brytyjski statek, "Downshire" o wyporności 227 GRT. 
W czasie kolejnego patrolu bojowego u wybrzeży Kornwalii, na przełomie kwietnia i maja 1915 roku, U-30 zatopił 7 statków oraz jeden uszkodził. 1 maja 1915 roku operując w rejonie wysp Scilly U-30 zatopił dwa statki oraz jeden uszkodził. Pierwszym zaatakowanym i zatopionym statkiem był brytyjski parowiec SS "Edale" (3 110 GRT) płynący do Manchesteru z ładunkiem zboża. Drugim francuski parowiec "Europe" (1 887 GRT). Tego samego dnia U-30 storpedował i uszkodził amerykański tankowiec "Gunflight".
1 maja 1916 roku dowódcą U-30 został kapitan Franz Grünert. Pod jego dowództwem U-30 zatopił 16 statków. Ostatnim był francuski żaglowiec "Atlas" (2 068 GRT) storpedowany 18 lipca 1917 roku około 200 mil na zachód od Fastnet Rock.
W listopadzie 1917 roku U-30 został przeniesiony do Flotylli Treningowej i do końca działań wojennych nie brał czynnego udziału w walkach.
22 listopada 1918 został poddany Royal Navy, a na przełomie 1919 i 1920 roku zezłomowany w Blyth.